# Summer Time Gone
SUMMER TIME GONE – trzydziesty czwarty singel japońskiej piosenkarki Mai Kuraki, wydany 31 sierpnia 2010 roku. Utwór tytułowy został wykorzystany w reklamie Esprique Precious firmy KOSE, jako 29 opening (odc. 583–601) anime Detektyw Conan oraz w sierpniowych zakończeniach programu MUSIC FOCUS. Singel osiągnął 4 pozycję w rankingu Oricon i pozostał na liście przez 8 tygodni, sprzedał się w nakładzie 33 378 egzemplarzy.

## Lista utworów
| CD  |                                   |                                   |                                   |                                   |      |
| Nr  | Tytuł                             | Słowa                             | Kompozycja                        | Aranżacja                         | Czas |
| 1.  | "SUMMER TIME GONE"                | Mai Kuraki                        | Aika Ōno                          | Takeshii Hayama                   | 4:17 |
| 2.  | "anywhere"                        | Mai Kuraki                        | Jon Carin, Perry Geyer            | Jon Carin, Perry Geyer            | 4:59 |
| 3.  | "SUMMER TIME GONE -Instrumental-" |                                   | Aika Ōno                          | Takeshii Hayama                   | 4:17 |
| DVD |                                   |                                   |                                   |                                   |      |
| Nr  | Tytuł                             | Tytuł                             | Tytuł                             | Tytuł                             | Czas |
| 1.  | "Mai Kuraki × KOSE Special Movie" | "Mai Kuraki × KOSE Special Movie" | "Mai Kuraki × KOSE Special Movie" | "Mai Kuraki × KOSE Special Movie" |      |

## Notowania
| Lista                             | Pozycja |
| --------------------------------- | ------- |
| Oricon Daily Singles Chart        | 1       |
| Oricon Weekly Singles Chart       | 4       |
| Billboard Japan Hot 100           | 8       |
| Billboard Japan Hot 100 Airplay   | 21      |
| Billboard Japan Hot Singles Sales | 7       |
| CDTV                              | 4       |